# Ouled Antar
Ouled Antar est une commune de la wilaya de Médéa en Algérie.

## Géographie
La commune est située dans le sud du tell central dans les monts de Ouarsenis à environ 167 km au sud-ouest d'Alger et à 90 km au sud de Médéa et à environ 21 km à l ouest de Ksar El Boukhari et à 112 km au sud-est d'Aïn Defla  et à 120 km au nord-est de Tissemsilt et à 179 km au nord-ouest de Djelfa.
|              | Ouled Bouachra            |                  |
| Ouled Hellal | Ouled Antar               | Zoubiria, Boghar |
|              | Oum El Djalil , Sebt Aziz |                  |